# ماریوش سانیترنیک
ماریوش سانیترنیک (لهستانی: Mariusz Saniternik؛ زادهٔ ۷ دسامبر ۱۹۵۴) بازیگر اهل لهستان است.
از فیلم‌ها یا مجموعه‌های تلویزیونی که وی در آن‌ها نقش داشته‌است، می‌توان به اسکادران، خاکسپاری یک سیب‌زمینی، کینگ‌سایز، مرز، جرم، دهن‌به‌دهن، کمیسر آلکس، کارآگاهان جنایی، در خوشی و سختی، خودِ زندگی، جادوگر، نامت یوستینه است و پان تادئوش اشاره نمود.